# Piper betle
A piper betle, é uma pimenteira, cuja folha é designada bétele, apreciada como estimulante ligeiro e pelas suas propriedades medicinais.

## Nomes comuns
Esta espécie dá ainda pelos seguintes nomes comuns: bétel e tambul.

## Culinária e uso humano
A folha é, às vezes, recheada  com noz-de-areca, entre outros ingredientes, e servida após ceias especiais, como as de casamento, por virtude das suas propriedades tónica e ligeiramente embriagantes.
A este preparado mastigatório e pós-prandial, já conhecido desde o período dos Descobrimentos e que ainda hoje goza de particular popularidade nalgumas regiões do Sudeste asiático, também se dá o nome de «bétele» ou «bétel».